# Cleistogenes
Cleistogenes (synoniem: Kengia) is een geslacht uit de grassenfamilie (Poaceae).